# قلعة بروتي
قلعة بروتي (بالإنجليزية: Broughty Castle) هي قلعة تاريخية على ضفاف نهر تاي في بروتي فيري، دندي، اسكتلندا.
اُنتهي من بناء القلعة حوالي عام 1495، في موقع كان يحتوي على مبانٍ حربية وتحصينات دفاعية عام 1454، وعلى الرغم من أن جورج دوغلاس، إيرل أنجوس الرابع قد حصل على إذن ببناء القلعة. لكن أُجبر ابنه، أرشيبالد دوغلاس، إيرل أنجوس الخامس، على التنازل عن القلعة لتكون ضمن ممتلكات التاج.

## تاريخ

### القرن السادس عشر

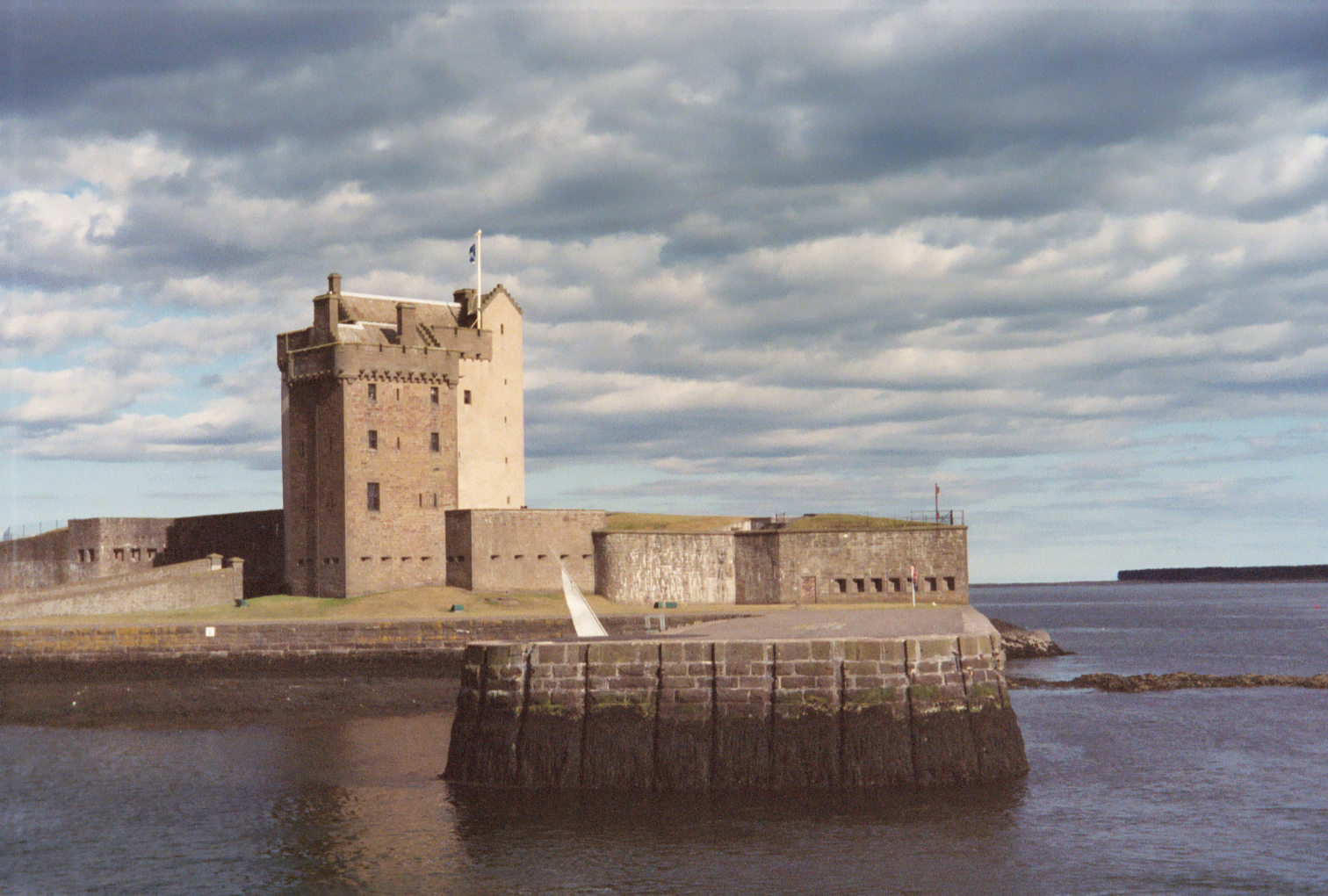
قلعة بروتي وضفة نهر تاي

أستخدمت القلعة خلال حروب القرن السادس عشر خصوصاً في معركة بينكي في سبتمبر 1547، قبل أن يشتريها إنجليز من مالكها، اللورد جراي أوف فوليس. حيث سلمت القلعة إلى القائد الإنجليزي إدوارد سيمور دوق سومرست. وأشار ويليام باتن، الكاتب الإنجليزي الذي رافق سومرست، إلى الأهمية الاستراتيجية للقلعة.
كان موقع القلعة القديمة مفيدًا للحرب الحديثة كما كان مفيداً في العصور السالفة، حيث أن تيار النهر السريع جعل الطوربيدات البحرية غير عملية. قامت الحامية الإنجليزية بتحصين بروتي ببناء خندق عبر الجانب الأرضي من نتوء القلعة. ثم بدأ إدوارد كلينتون عملية إعادة التحصين للقلعة، بناءً على نصيحة المهندس الإيطالي السير جون روسيتي، وترك 100 رجل و ثلاث سفن لحراستها.

### حرب الممالك الثلاث
تعرضت القلعة للهجوم، في عام 1651، من قبل الجنرال مونك وجيشه البرلماني خلال حروب الممالك الثلاث. حيث هرب المدافعون الملكيون دون قتال. وبعد عام 1666، عندما باعت عائلة غراي القلعة، أصبحت عبارة عن خربة وتدمرت تدريجيًا.

### الاستخدام العسكري
في عام 1846، اُشتريت القلعة من قبل شركة سكك حديد إدنبرة من أجل بناء ميناء مجاور لعبّارة السكك الحديدية الخاصة بهم. وفي عام 1855، استحوذ وزارة الدفاع البريطانية على القلعة بقصد استخدامها للدفاع عن المرفأ من هجمات الروس. وفي عام 1860، أدت المخاوف المتجددة من الغزو الفرنسي إلى قيام الوزارة بإعادة بناء الموقع وتحصينه. حيث أعيد بناء الموقع وفقًا لتصميمات روبرت روان وأندرسون. وأعيد بناء جدران الفناء الرئيسي وأضيفت أجنحة وأفنية جديدة إلى برج القلعة. وأُضيف سور على طول الجانب الجنوبي الشرقي من الفناء. كما شُيدت مواضع لتسع مدافع كبيرة. كما بُني سور صغير على الجانب الغربي من الفناء. وخلال الحرب العالمية الأولى، قامت بطارية القلعة بتركيب مدفعين من عيار 4.7 بوصة.
بين عام 1886 إلى عام 1887، بُني مجمع كمقر عسكري للغواصين في الجانب الشرقي من القلعة. لكي يقوموا في حالة الطوارئ، بوضع الألغام في مصب نهر تاي لتدمير قوات العدو عند عبورها. وبين عامي 1889-1891 بُني مخزن داخل السياج الغربي مما أدى لاحقاً إلى إعادة تشكيل لمواضع المدافع.
ظلت القلعة قيد الاستخدام العسكري حتى عام 1932، ثم أعيد استخدامها مرة أخرى بين عامي 1939 و 1949.
في عام 1969 افتتحت القلعة كمتحف يديره مجلس مدينة دندي. المتحف مجاني لكنه غير مناسب لمستخدمي الكراسي المتحركة. كما أن درجه اللولبي الحاد يجعله مشكلة لكبار السن.
صُنفت القلعة كنصب تذكاري قديم مجدول.

## معرض الصور

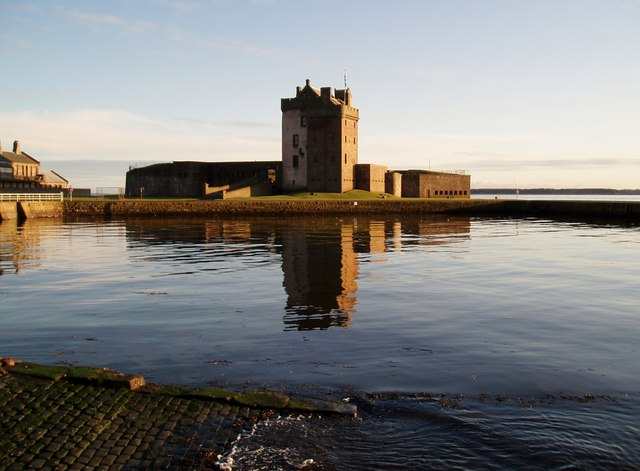
قلعة بروتي
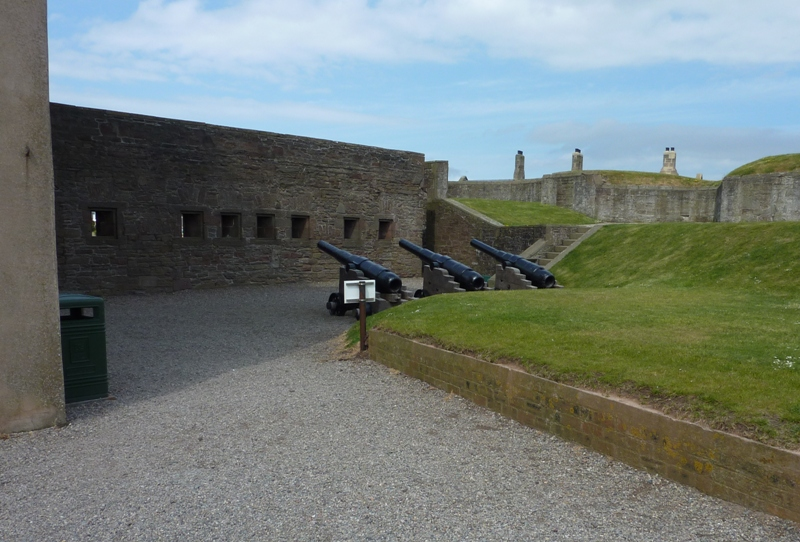
فناء قلعة بروتي
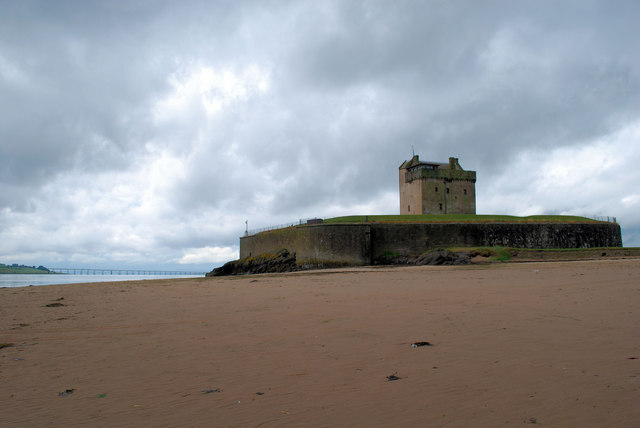
شاطئ قلعة بروتي
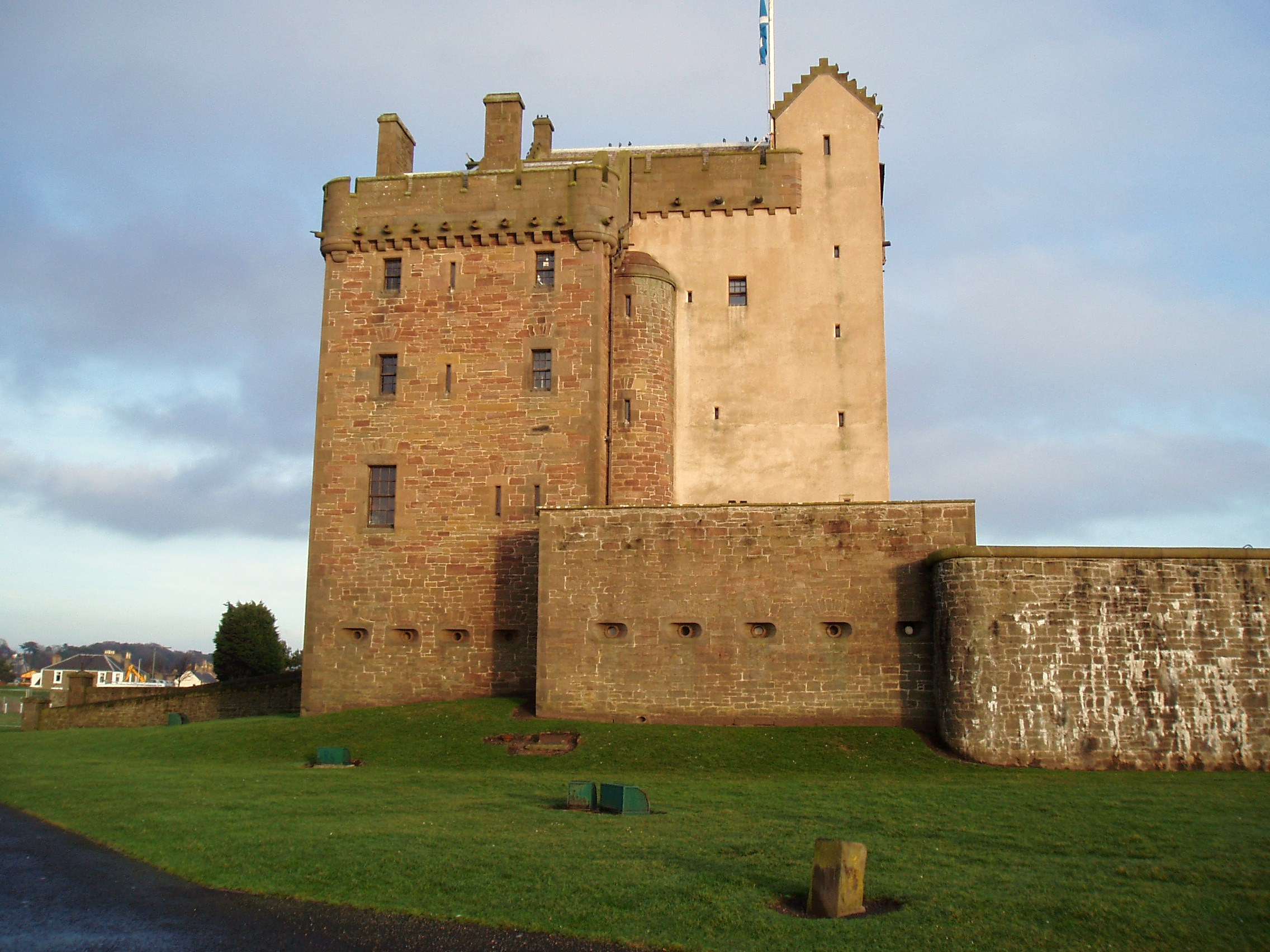
القلعة من وجهة نظر مختلفة